# Karl Räder
Karl Räder (* 13. April 1870 in Bad Dürkheim; † 26. Januar 1967 in Ludwigshafen am Rhein) war ein deutscher Journalist und Mundartdichter. Er war Redakteur der Werkszeitung der BASF in Ludwigshafen, bekannt und populär wurde er als Heimatdichter durch seine Gedichte in Pfälzer Mundart. In der Zeit des Nationalsozialismus äußerte er sich in zahlreichen Beiträgen positiv zum Regime.

## Leben

### Herkunft, Ausbildung und Beruf
Karl Räder war Sohn des Kaminkehrers Johannes Räder und seiner Frau Philippine. Er besuchte zunächst die Volksschule, dann die Lateinschule. Sein Vater starb 1876, die Mutter, die erneut heiratete, starb 1884. Möglicherweise war sein Schulabbruch mit 14 Jahren von seinem Stiefvater veranlasst. Ihn bezeichnete Räder als „hart“, von ihm habe er „viele Prügel“ erhalten.
Er erlernte den Beruf des Gärtners in einer Dürkheimer Gärtnerei. Als Gehilfe ging er auf Wanderschaft und arbeitete zum Beispiel in Dresden, Hamburg und Kiel. Am Bau des Nord-Ostsee-Kanals war er als Zementarbeiter beteiligt. Eine fünfjährige Dienstzeit verbrachte er ab 1891 beim königlich-bayerischen Militär im 17. Infanterie-Regiment in Germersheim. Er durchlief dort eine Ausbildung zum Stenografen, wurde zum Schreiber seines Bataillons ernannt und zum Unteroffizier befördert. Anschließend war er zwei Jahre im Polizeidienst als Gendarm in Neustadt an der Haardt tätig.
In Speyer heiratete er 1896 Karoline Geißert, die Tochter eines Germersheimer Gastwirts. Das Paar bekam sieben Kinder.
Im Jahr 1898 wurde Räder vom Chemiekonzern BASF angestellt. Dort arbeitete er zunächst als Werkstattschreiber in der maschinentechnischen Abteilung. 1912 stieg er zum Betriebsbeamten auf. 1914 wurde er Schriftleiter der Werkszeitung, ab 1925 bei der I.G. Farben. In dem Blatt brachte er neben unternehmensbezogenen Beiträgen eigene Mundartlyrik und Aufsätze über Sehenswürdigkeiten der Pfalz unter. Im Oktober 1930 ging er in den Ruhestand, für den er als Alterssitz die „Räderklause“ in Bad Dürkheim wählte.
Um 1900 hatte Räder begonnen, sich schriftstellerisch zu betätigen. Seine erste Veröffentlichung, der Gedichtband Pfälzer Heimatpoesien, erschien 1906 auf Hochdeutsch, gefolgt 1909 von Gedichten in Pfälzer Mundart. Seine Werke machten ihn populär, gefragt war er ebenso in den 1920er-Jahren mit Mundart-Vorträgen. Eine große Rolle in seinem Werk spielte der Dürkheimer Wurstmarkt.
1928 wurde er Mitglied einer Freimaurerloge. 1930 verfasste er ein Gedicht zur Goldenen Hochzeit des jüdischen Logenmitglieds, Aufsichtsrats- und Synagogenratsvorsitzenden, Stadtrats und Dirigenten der Liedertafel Ludwig Strauß (1855–1942), der ins Camp de Gurs und weiter zum Camp du Récébédou deportiert wurde. Räder trat nach eigenen Angaben 1932 aus der Loge aus.

### Zeit des Nationalsozialismus
In der Zeit des Nationalsozialismus verfasste Räder Lobgedichte auf Adolf Hitler und später im Zweiten Weltkrieg Durchhaltegedichte. Er veröffentlichte in der nationalsozialistischen Zeitung NSZ-Rheinfront und war freier Mitarbeiter beim Reichssender Saarbrücken. 
Ende 1933 beantragte Räder die Aufnahme in den Reichsverband Deutscher Schriftsteller. Dabei gab er auf die Frage nach früherer Parteizugehörigkeiten an, „aus Ekel vor dem Parlamentarismus“ nicht Mitglied einer Partei geworden zu sein. Er sei Mitglied des Kampfbundes für deutsche Kultur, unterstützendes Mitglied der SA und zum Opferring angemeldet. Sein Antrag von 1938 zur Aufnahme in die Reichsschrifttumskammer wurde  mit Hinweis auf seine frühere Zugehörigkeit zum Freimaurertum abgelehnt.
1934 verfasste Räder unter dem Pseudonym Ernst Fröhlich eine fiktive Geschichte, in der er eine Reihe bereits gestorbener Bad Dürkheimer Persönlichkeiten dem NS-Regime zujubeln ließ. Das fünfseitige Typoskript mit dem Titel Ein Mitternachtsspuck im Museum trägt den handschriftlichen Vermerk „Dem verdienten Museumsvater Frank zu Ehren geschrieben von Karl Räder. Fand nirgends Verständnis. Abgelehnt vom Dürkheimer Tageblatt 12.5.1934.“
Als der Reichsminister Joseph Goebbels 1935 Bad Dürkheim besuchte, begrüßte ihn Räder mit einem Gedicht in Pfälzer Mundart.
Eine Reise mit seiner Frau von Oktober 1937 bis Juli 1938 in die Vereinigten Staaten nutzte er einerseits zum Besuch von zwei seiner dorthin ausgewanderten Kinder, andererseits warb er in Vorträgen vor Deutschamerikanern für das nationalsozialistische Deutschland. In seinen Reden, die der Bund der Freunde des neuen Deutschland veranstaltete, pries er Adolf Hitler, äußerte sich immer wieder antisemitisch und warnte davor, dass die Deutschamerikaner unter dem „Dauertrommelfeuer der antideutschen, vom Judenkapital inspirierten, amerikanischen Presse“ stünden.
Ab 1940 trug er für die Werkszeitung der Ludwigshafener Betriebsgemeinschaft Dr. F. Raschig auf deren Einladung Gedichte bei, darunter zum Jubiläum des 50-jährigen Bestehens eine gereimte Lobpreisung Friedrich Raschigs, die mit der Zeile „Siegheil dem Führer, dem Volk und Wehr und Reich“ endete. Dort erschien auch sein Gedicht Zum 52. Geburtstage unseres Führers am 20. April 1941.
Nachdem sein Sohn Siegfried im Oktober 1942 als Pionier-Oberleutnant in Afrika gefallen war, widmete ihm Räder im Januar 1943 ein Gedicht, in dem es heißt: „Er starb als Offizier / Dem Führer treu ergeben, / Damit in Zukunft wir / In Frieden können leben.“
Zum Ende des Zweiten Weltkriegs hielt Räder mit Datum vom 20. April 1945 in seinem Tagebuch fest: „Ich persönlich war jahrelang gegen den absolutistischen Zwang gegen den Nationalsozialismus.“ Weil er in einer Loge gewesen sei, sei er den Nazis anrüchig gewesen, worunter er jahrelang gelitten habe. Weiter schrieb er, nach und nach den Einflüssen erlegen zu sein und Hitler im Glauben, „er sei der Erlöser und Retter des 3. Reichs“, verehrt zu haben. In einem Anfang Juli 1945 verfassten Gedicht schrieb er über Hitler: „Was er im Frieden geschaffen im Land, / Zerschlug er wieder mit eigener Hand.“ Öffentlich distanzierte Räder sich nach Kriegsende nicht von seiner Haltung zum Nationalsozialismus.

### Nach dem Zweiten Weltkrieg
In die Nachkriegszeit und die folgenden Jahre bis zu seinem Tod fielen mehrere Ehrungen Räders, hauptsächlich in seinem Geburts- und Wohnort Bad Dürkheim, doch wurde auch in Gönnheim ein Weg in einem Neubaugebiet nach ihm benannt. 1958 erhielt er die Ehrenbürgerwürde Bad Dürkheims, 1960 das Bundesverdienstkreuz.
Seinen letzten Lebensabschnitt verbrachte er in einem Pflegeheim in Ludwigshafen, wo er 1967 im Alter von 96 Jahren starb. Räder wurde in einem Ehrengrab der Stadt Bad Dürkheim beigesetzt.

### Nachleben
Drei Jahre nach Räders Tod gaben der Journalist Karl Heinz und der Bad Dürkheimer Mundartdichter Helmut Metzger als „Ehrengabe der Stadt Bad Dürkheim“ 1970 das Karl-Räder-Buch heraus, das zum 125. Geburtstag 1995 in einer Neuauflage erschien. Auf Räders Haltung zum Nationalsozialismus ging es nicht ein. Zum 150. Geburtstag im Jahr 2020 wurde aus dem Stadtrat vorgeschlagen, ein Fest zu veranstalten und Räder in einer Sonderausstellung zu würdigen. Hinweise in seinem Lebenslauf auf „eine enge Verbindung und ideologische Nähe zum nationalsozialistischen Regime“ veranlassten die Stadt, den Historiker Roland Paul mit einem Gutachten zu beauftragen. Auch das Wirken von zwei weiteren Bad Dürkheimern, dem Lehrer und Astronomen Philipp Fauth und dem Maler Gustav Ernst, sollte untersucht werden. Paul stellte fest, dass Räder „zweifelsfrei ein Propagandist des NS-Regimes“ gewesen sei, auch wenn er offiziell nicht Mitglied der NSDAP gewesen sei. Räder habe sich „nachweislich bis 1944 dem NS-Staat angebiedert“. Trotz der Proteste einer Urenkelin Räders, die von einer „Hexenjagd“ auf ihren Urgroßvater sprach, und trotz des Bürgerbegehrens einer Bürgerinitiative gegen eine Umbenennung der Maler-Ernst-Straße, der Karl-Räder-Allee und der Philipp-Fauth-Straße, beschloss der Bad Dürkheimer Stadtrat Ende März 2023 die Umbenennung der nach Räder, Fauth und Ernst benannten Straßen. Nach einem erneuten Bürgerbegehren auf Beibehalten der Namen lehnte der Stadtrat das inhaltliche Anliegen bei einer Enthaltung ab. Bei einem Bürgerentscheid am 24. September 2023 zur Frage, ob die Umbenennung beibehalten werden solle, stimmten 73,7 Prozent (4256 Stimmen) der Bürger, die sich am Bürgerentscheid beteiligten, für die Beibehaltung der Straßennamen, 26,3 Prozent (1522 Stimmen) dagegen. Die Wahlbeteiligung lag bei 38 Prozent.

## Ehrungen
- 1950: Umbenennung der Bad Dürkheimer Limburg-Allee in Karl-Räder-Allee,[1] im März 2023 Beschluss zur Umbenennung in Lindenallee am 1. Januar 2024[14], in einem Bürgerentscheid am 24. September 2023 stimmten die Bürger für das Beibehalten des Straßennamens
- 1956: Schenkung des Karl-Räder-Blicks, Aussichtspunkt auf dem Ebersberg, durch die Ortsgruppe Seebach des Pfälzerwald-Vereins an ihr Ehrenmitglied Karl Räder[15]
- 1958: Ernennung zum Ehrenbürger der Stadt Bad Dürkheim[1]
- 1960: Verleihung des Bundesverdienstkreuzes

## Werke (Auswahl)
- Pälzer Hausgemachte! Heitere Dichtungen in Pfälzer Mundart. Marnet, Neustadt a. d. Haardt 1920.
- Verlowung im Pälzerwald. Heiterer Einakter in Pfälzer-Mundart. Marnet, Neustadt a. d. Haardt 1923.
- Mer sollt's nit glawe! Heitere Pfälzer Mundart-Dichtungen. Marnet, Neustadt a. d. Haardt 1924.
- Waldheul! Satyre. Marnet, Neustadt a. d. Haardt 1925.
- Pfälzer Spätlese. Ernste und heitere Dichtungen. Westmark-Verlag, Neustadt a. d. Weinstraße 1940.
- O Pfälzer Land wie schön bist du! Geschichte, Heiteres und Ernstes. Marnet, Neustadt a. d. Haardt 1948.